# (7950) Berezov

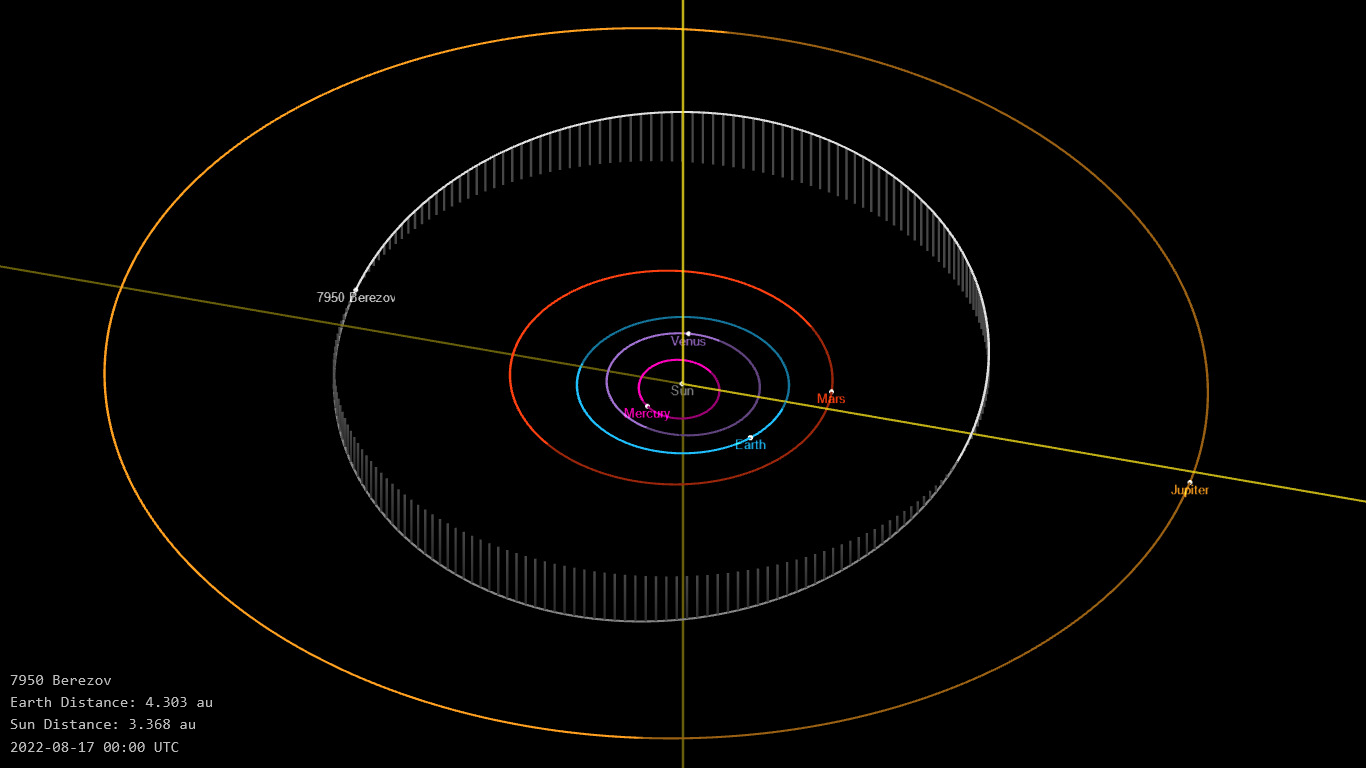
Berezov

(7950) Berezov (1992 SS26) – planetoida z grupy pasa głównego asteroid okrążająca Słońce w ciągu 5,46 lat w średniej odległości 3,1 j.a. Odkryta 28 września 1992 roku.